# Löwen aus zweiter Hand
Löwen aus zweiter Hand (Originaltitel: Secondhand Lions) ist ein US-amerikanischer Abenteuerfilm von Tim McCanlies aus dem Jahr 2003.

## Handlung
Im Sommer 1962 wird der 12-jährige Walter von seiner Mutter Mae zu seinen Großonkeln Hub McCann und Garth McCann gegeben, die auf einer Farm leben und ein verstecktes Vermögen besitzen sollen. Nach anfänglichen Schwierigkeiten finden die drei zusammen, und es entwickelt sich gegenseitige Zuneigung.
Garth und Hub kaufen sich verschiedenste Spielzeuge, wie einen Tontaubenwerfer, Sportboote und schließlich eine alternde Löwin, um sie zum Spaß zu erschießen. Da die Löwin aber zu alt ist und keine sportliche Löwenjagd bietet, bleibt sie am Leben, und Walter kümmert sich um sie. Er gibt ihr den Namen Jasmin, worauf Garth ihm erklärt, dass dieser Name für Hub eine besondere Bedeutung hat. Garth erzählt Walter über die Erlebnisse der Brüder in ihren jungen Jahren während des Ersten Weltkriegs. Damals hätten beide auf einer Europareise Frankreich am Tag des deutschen Einmarschs erreicht und seien zum Eintritt in die Fremdenlegion genötigt worden. Nach dem Krieg sei Garth als Fremdenführer in Afrika geblieben, während Hub durch die Welt gereist sei. Dabei habe er in einem arabischen Land Jasmin kennengelernt und sich in sie verliebt. Jasmin habe allerdings einen Scheich heiraten sollen. Hub sei mit ihr geflüchtet, woraufhin der Scheich ein Kopfgeld auf ihn ausgesetzt habe. Beide Brüder seien wiederholt von Kopfgeldjägern und Killern bedroht worden, bis Garth sich selbst als solcher ausgegeben und behauptet habe, Hub an den Scheich übergeben zu wollen. Es sei zu einem Duell zwischen Hub und dem Scheich gekommen. Hub habe dabei gesiegt, den Scheich aber verschont. Dieser habe das Kopfgeld zurückgezogen und beide ziehen lassen.
Nach einiger Zeit des gemeinsamen Farmlebens kommt Mae mit ihrem neuen Freund Stan aus Las Vegas zur Farm. Stan erzählt Walter, dass Garth und Hub Bankräuber gewesen seien und ihnen ihr verstecktes Vermögen nicht zustehe. Da Walter diese Anschuldigungen nicht glaubt und nicht offenbart, wo auf der Farm Garth und Hub ihren Reichtum verstecken, schlägt Stan Walter mehrmals. Die Löwin Jasmin greift Stan jedoch an und verletzt ihn schwer, erleidet dabei aber durch die Anstrengung einen tödlichen Herzinfarkt. Walter und Mae verlassen darauf wieder die Farm. Doch als Mae ihrem Sohn mitteilt, dass sie sich trotz der vorangegangenen Auseinandersetzungen nicht von Stan trennen wird, besteht Walter darauf, zu seinen Großonkeln zurückzukehren. Mae gibt nach. Diese schaffen sich als weiteres Spielzeug einen Doppeldecker aus dem Ersten Weltkrieg an und fliegen damit.
Im Epilog des Filmes ist der erwachsene Walter zu sehen. Er ist ein erfolgreicher Comic-Zeichner geworden, er verarbeitet dabei nicht nur seine eigenen Erlebnisse auf der Farm, sondern auch die Geschichten, die ihm seine Großonkel erzählt haben. Als er von der Polizei erfährt, dass diese bei einem Unfall ums Leben gekommen seien, fährt er noch einmal auf die Farm. Der Bezirkssheriff zeigt ihm das Wrack des Flugzeugs, es hat sich in die Scheune gebohrt. Der Sheriff will nicht ausschließen, dass die beiden Männer auf diese Weise freiwillig aus dem Leben geschieden seien. Unerwartet landet ein Hubschrauber auf dem Farmgelände, er gehört einer arabischen Erdölfirma. Ein elegant gekleideter junger Mann steigt aus, er stellt sich als Repräsentant der Firma in den USA vor. In der Zeitung habe er vom Tod der beiden Männer gelesen und verstanden, dass es sich um die beiden amerikanischen Abenteurer gehandelt habe, von denen ihm sein Großvater, ein Scheich, so oft erzählt hatte. Somit bekommt Walter die Bestätigung, dass deren Geschichten auf tatsächlichen Ereignissen beruhten.  

## Kritiken
Kenneth Turan schrieb in der Los Angeles Times vom 19. September 2003, dass der Film zu jenen Filmen gehöre, die die Zuschauer häufiger sehen möchten als es möglich sei. Die Besetzung sei „exzellent“.
Das Lexikon des internationalen Films schrieb, Löwen aus zweiter Hand sei eine „gediegene, mitunter etwas sentimentale Familienkomödie“. Sie biete den Altstars „prächtige Rollen“ und entwickle sich „in Rückblenden zum überbordenden Märchen in Stile der Münchhausen-Geschichten“. Außerdem sei der Film „stimmungsvoll fotografiert“ sowie „von hohem Unterhaltungswert“.
Cinema sah eine „nostalgische Story vom Erwachsenwerden mit spielfreudigen Altstars“ und resümierte: „Eine fantastische Komödie mit viel Herz.“

## Auszeichnungen
Haley Joel Osment, Marc Musso, Mitchel Musso und Jennifer Stone wurden im Jahr 2004 für den Young Artist Award nominiert. Der Film gewann 2003 einen Preis des Heartland Film Festivals.

## Hintergrund
Der Film wurde in Texas gedreht. Seine Produktionskosten betrugen schätzungsweise 30 Millionen US-Dollar. Er spielte in den Kinos der USA 41,4 Millionen US-Dollar ein. Das Einspielergebnis im Vereinigten Königreich betrug 0,7 Millionen Pfund Sterling.